# Джанкшен-Сіті (Канзас)
Джанкшен-Сіті (англ. Junction City) — місто (англ. city) в США, в окрузі Гірі штату Канзас. Населення — 22 932 особи (2020).

## Географія
Джанкшен-Сіті розташований за координатами 39°1′38″ пн. ш. 96°51′10″ зх. д. / 39.02722° пн. ш. 96.85278° зх. д. (39.027343, -96.852643).  За даними Бюро перепису населення США в 2010 році місто мало площу 31,65 км², з яких 31,47 км² — суходіл та 0,18 км² — водойми. В 2017 році площа становила 28,96 км², з яких 28,71 км² — суходіл та 0,25 км² — водойми.

### Клімат
Місто знаходиться у зоні, котра характеризується вологим субтропічним кліматом. Найтепліший місяць — липень із середньою температурою 26.8 °C (80.3 °F). Найхолодніший місяць — січень, із середньою температурою -1.3 °С (29.7 °F).
| Клімат Джанкшен-Сіті    | Клімат Джанкшен-Сіті | Клімат Джанкшен-Сіті | Клімат Джанкшен-Сіті | Клімат Джанкшен-Сіті | Клімат Джанкшен-Сіті | Клімат Джанкшен-Сіті | Клімат Джанкшен-Сіті | Клімат Джанкшен-Сіті | Клімат Джанкшен-Сіті | Клімат Джанкшен-Сіті | Клімат Джанкшен-Сіті | Клімат Джанкшен-Сіті | Клімат Джанкшен-Сіті |
| Показник                | Січ.                 | Лют.                 | Бер.                 | Квіт.                | Трав.                | Черв.                | Лип.                 | Серп.                | Вер.                 | Жовт.                | Лист.                | Груд.                | Рік                  |
| Абсолютний максимум, °C | 22,8                 | 29,4                 | 33,3                 | 34,4                 | 37,8                 | 43,3                 | 45,6                 | 42,8                 | 45                   | 36,7                 | 27,2                 | 22,8                 | 45,6                 |
| Середній максимум, °C   | 4,9                  | 8,4                  | 13,7                 | 20,9                 | 26,1                 | 30,9                 | 33,8                 | 33,4                 | 28,4                 | 23,1                 | 13,6                 | 6,8                  | 20,3                 |
| Середня температура, °C | −1,3                 | 1,8                  | 6,8                  | 13,7                 | 19                   | 24,1                 | 26,8                 | 26,3                 | 21,2                 | 15,6                 | 7,1                  | 0,9                  | 13,5                 |
| Середній мінімум, °C    | −7,4                 | −4,8                 | −0,2                 | 6,4                  | 11,9                 | 17,4                 | 19,8                 | 19,2                 | 13,9                 | 8,1                  | 0,6                  | −5                   | 6,7                  |
| Абсолютний мінімум, °C  | −32,2                | −26,1                | −20                  | −13,3                | −1,1                 | 5                    | 7,2                  | 7,2                  | 0                    | −6,7                 | −20                  | −23,3                | −32,2                |
| Норма опадів, мм        | 27                   | 30                   | 54                   | 69                   | 111                  | 105                  | 114                  | 77                   | 78                   | 108                  | 71                   | 31                   | 877                  |
| Днів з опадами          | 5                    | 5                    | 6                    | 8                    | 10                   | 9                    | 7                    | 7                    | 8                    | 6                    | 5                    | 5                    | 81                   |
| ----------------------- | -------------------- | -------------------- | -------------------- | -------------------- | -------------------- | -------------------- | -------------------- | -------------------- | -------------------- | -------------------- | -------------------- | -------------------- | -------------------- |
| Джерело: Weatherbase    |                      |                      |                      |                      |                      |                      |                      |                      |                      |                      |                      |                      |                      |

## Демографія
Згідно з переписом 2010 року, у місті мешкали 23 353 особи в 9134 домогосподарствах у складі 6109 родин. Густота населення становила 738 осіб/км².  Було 10480 помешкань (331/км²).
Расовий склад населення:
| - 60,7 % — білих - 22,3 % — чорних або афроамериканців - 3,9 % — азіатів - 0,9 % — вихідців з тихоокеанських островів - 0,9 % — корінних американців - 4,0 % — осіб інших рас |

До двох чи більше рас належало 7,3 %. Частка іспаномовних становила 13,0 % від усіх жителів.
За віковим діапазоном населення розподілялося таким чином: 29,0 % — особи молодші 18 років, 62,6 % — особи у віці 18—64 років, 8,4 % — особи у віці 65 років та старші. Медіана віку мешканця становила 28,8 року. На 100 осіб жіночої статі у місті припадало 95,6 чоловіків;  на 100 жінок у віці від 18 років та старших — 88,8 чоловіків також старших 18 років.
Середній дохід на одне домашнє господарство  становив 58 590 доларів США (медіана — 44 203), а середній дохід на одну сім'ю — 63 014 долари (медіана — 49 080). Медіана доходів становила 36 278 доларів для чоловіків та 30 614 долари для жінок. За межею бідності перебувало 14,0 % осіб, у тому числі 21,4 % дітей у віці до 18 років та 8,9 % осіб у віці 65 років та старших.
Цивільне працевлаштоване населення становило 9900 осіб. Основні галузі зайнятості: освіта, охорона здоров'я та соціальна допомога — 21,4 %, публічна адміністрація — 17,3 %, мистецтво, розваги та відпочинок — 12,3 %, роздрібна торгівля — 10,8 %.